# Възраждане (партия в Украйна)
Вижте пояснителната страница за други значения на Възраждане.
Възраждане (на украински: Відродження) е политическа партия в Украйна, основана от Георги Кипра през 2004 г. Неин ръководител е Виталий Хомутинник.

## История
Партията е регистрирана на 15 юни 2004 г. Неин основател е бившият министър на транспорта на Украйна – Георги Кирпа. Партията подкрепя Виктор Янукович по време на президентските избори през 2004 г. Кирпа е намерен мъртъв на 27 декември 2004 г. В началото на следващия месец полицията заявява, че той се е самоубил.
По време на парламентарните избори през 2006 г. партията изкарва 0.96% подкрепа, класирайки се на 12–то място от 45 участници и не спечели парламентарни места. Партията не участва в парламентарните избори през 2007 г.. В парламентарните избори през 2012 г. се бори в 8 избирателни района, без да спечели място. По време на парламентарните избори през 2014 г. партията изкарва 0,19% и отново не печели парламентарни места.